# Cleome purpurea
Cleome purpurea är en paradisblomsterväxtart som beskrevs av Dc.. Cleome purpurea ingår i släktet paradisblomstersläktet, och familjen paradisblomsterväxter. Inga underarter finns listade i Catalogue of Life.